# Valdemaras Chomičius
Valdemaras Chomičius (Kaunas, 4 maggio 1959) è un ex cestista e allenatore di pallacanestro lituano, fino al 1991 sovietico.

## Carriera
Con l'Unione Sovietica ha disputato Giochi olimpici di Seul 1988, due edizioni dei Campionati mondiali (1982, 1986) e cinque dei Campionati europei (1979, 1983, 1985, 1987, 1989).
Con la Lituania ha disputato i Giochi olimpici di Barcellona 1992 e i Campionati europei del 1995.

## Palmarès

### Giocatore
- Campionato sovietico: 3

Žalgiris Kaunas: 1984-85, 1985-86, 1986-87
- Coppa Intercontinentale: 1

Žalgiris Kaunas: 1986

### Allenatore
- Campionato ucraino: 1

Dnipro: 2015-16